# Piaristická 2 (České Budějovice)
Měšťanský dům Piaristická 2 (čp. 19) patří mezi nejstarší obytné domy v Českých Budějovicích. Je součástí městské památkové rezervace jako nemovitá kulturní památka rejstříkové číslo ÚSKP 24561/3-666. Nachází se přímo v centru Českých Budějovic, v ulici dříve zvané Ke Klášteru, přímo navazující na čtvercové hlavní náměstí.

## Popis
Třípatrový dům čp. 19/2 je součástí severní strany Piaristické ulice. Dům je původně gotický, vyznačuje se raně gotickým půdorysem z doby zakládání města v r. 1265, kamenné ostění a portál jsou pravděpodobně z období vrcholné gotiky. V přízemí jsou tři dveřní otvory, opatřené masivními dveřmi napodobujícími historický vzhled. Dva krajní s dřevěnými dveřmi slouží pro vchod do komerčních prostor, prostředními okovanými dveřmi se vstupuje do obytné části. Podloubím s valenou klenbou s výsečemi a dvěma půlkruhově klenutými arkádovými oblouky navazuje na sousední domy. Mezi arkádovými oblouky je na fasádě umístěn maskaron - chrlič v podobě hlavy. Klasicistní fasáda je členěna jednoduchými římsami.

## Historie
V průběhu staletí prošel dům stavebními úpravami a proměnou fasády, nejvýraznější pravděpodobně po r. 1728, kdy došlo k jednomu z nejrozsáhlejších požárů Českých Budějovic a který citelně zasáhl právě Piaristickou ulici. V historii dům vlastnili převážně řemeslníci (zámečník, švec, pasíř či klenotník), a nebo obchodníci (v poslední třetině 19. století např. obchodník papírem pan Taschek). Mezi novodobějšími majiteli ve 20. století byly mj. rodina Laštůvků, Scheicherů či Pešků. V podloubí domů v Piaristické ulici bývaly trhy zemědělských produktů a hub, ve dvacátých letech dvacátého století přeložené na Piaristické náměstí. Řemeslné a obchodní využití si dům čp. 19/2 zachoval i za první republiky a poté znovu po r. 1989.

## Galerie

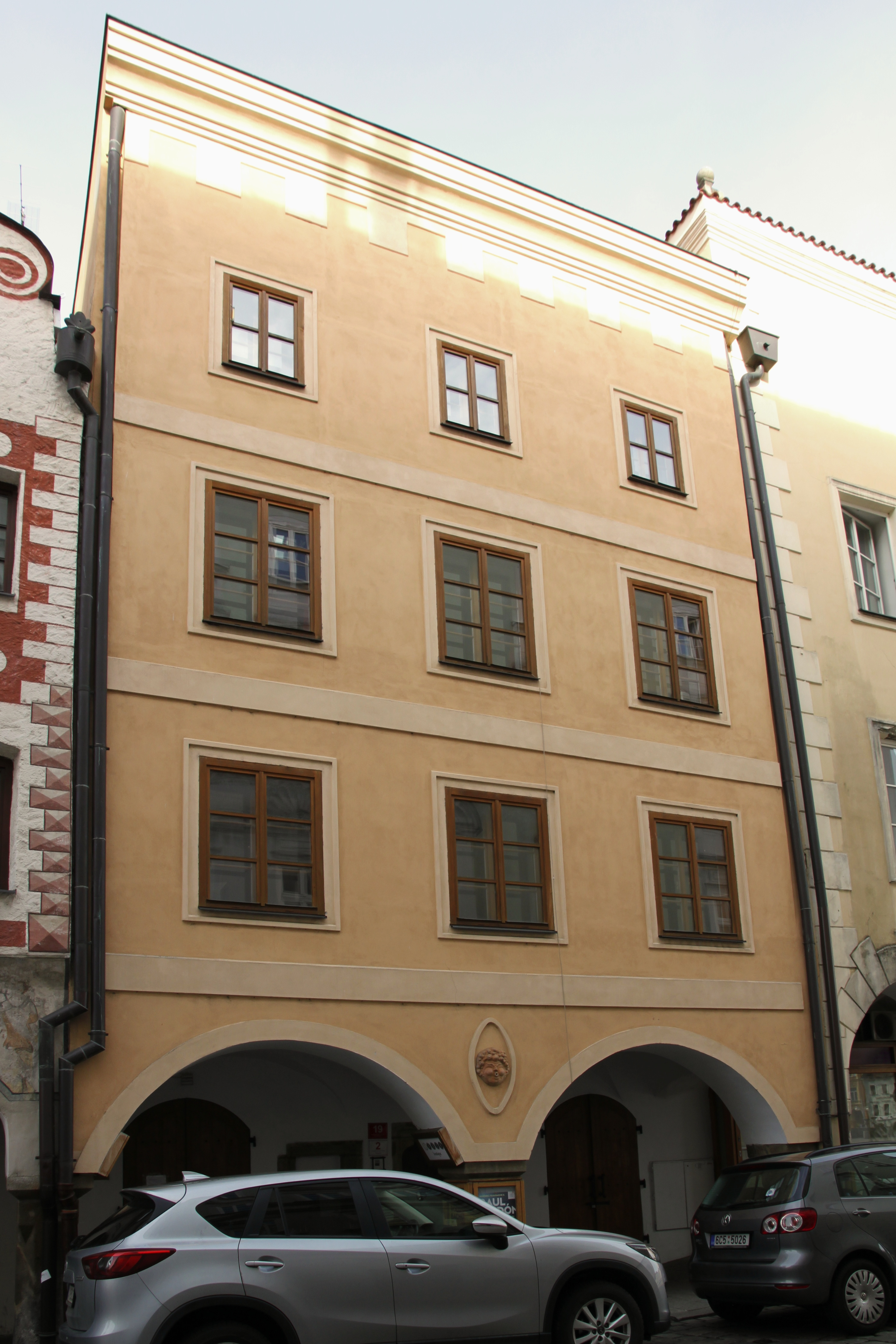
Pohled z protější strany ulice
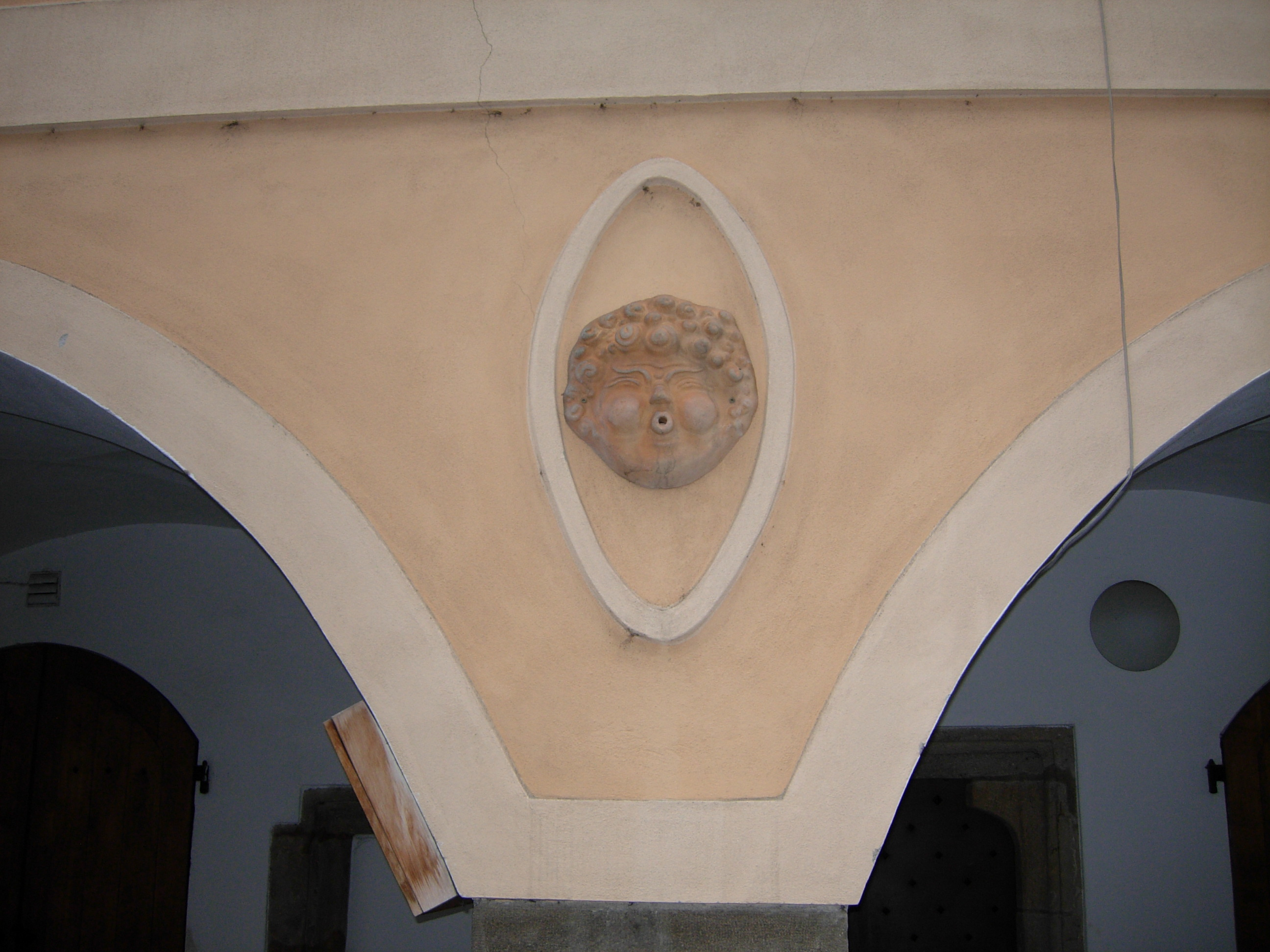
Chrlič - maskaron na fasádě
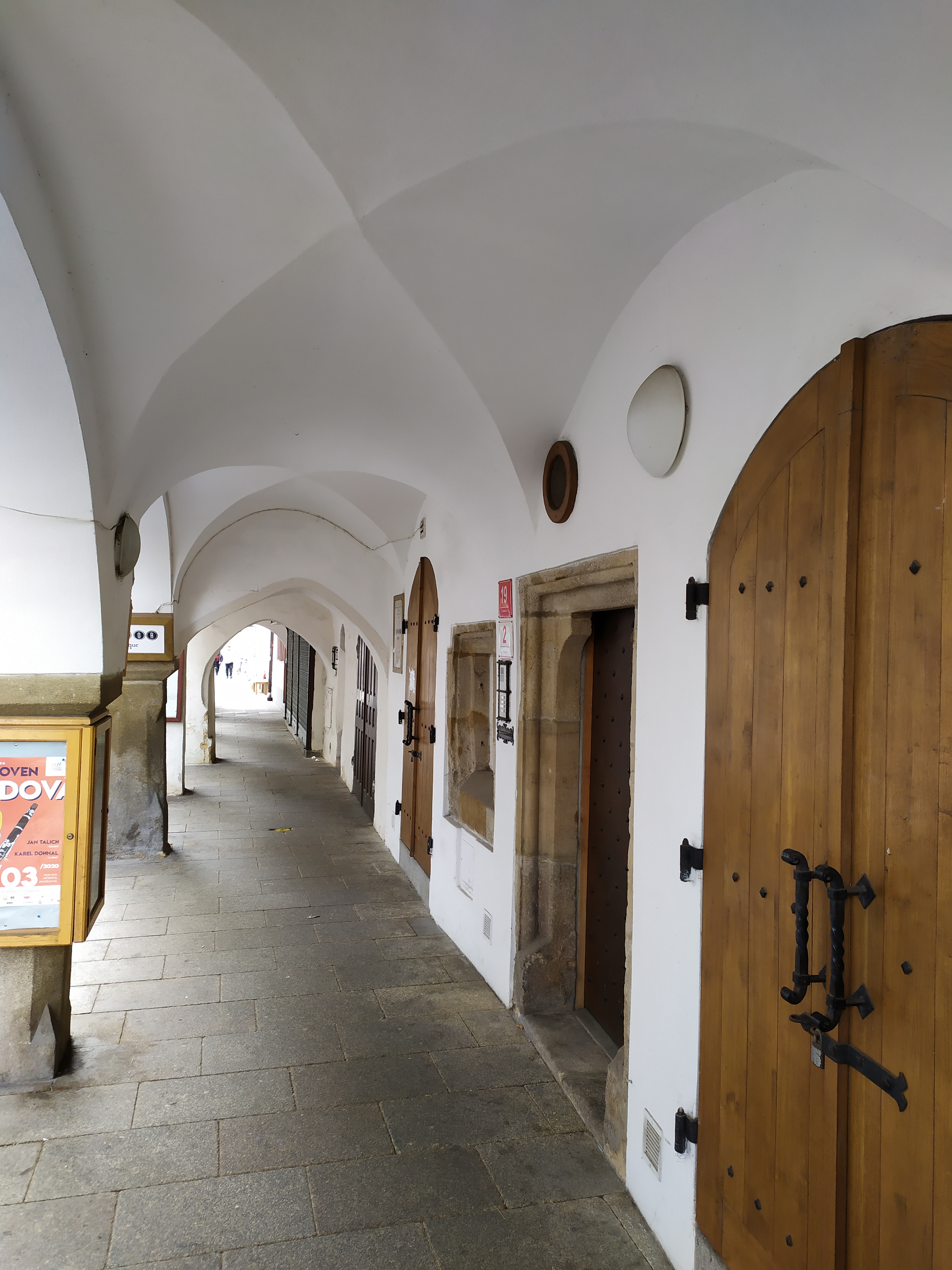
Klenba podloubí a vstupní dveře
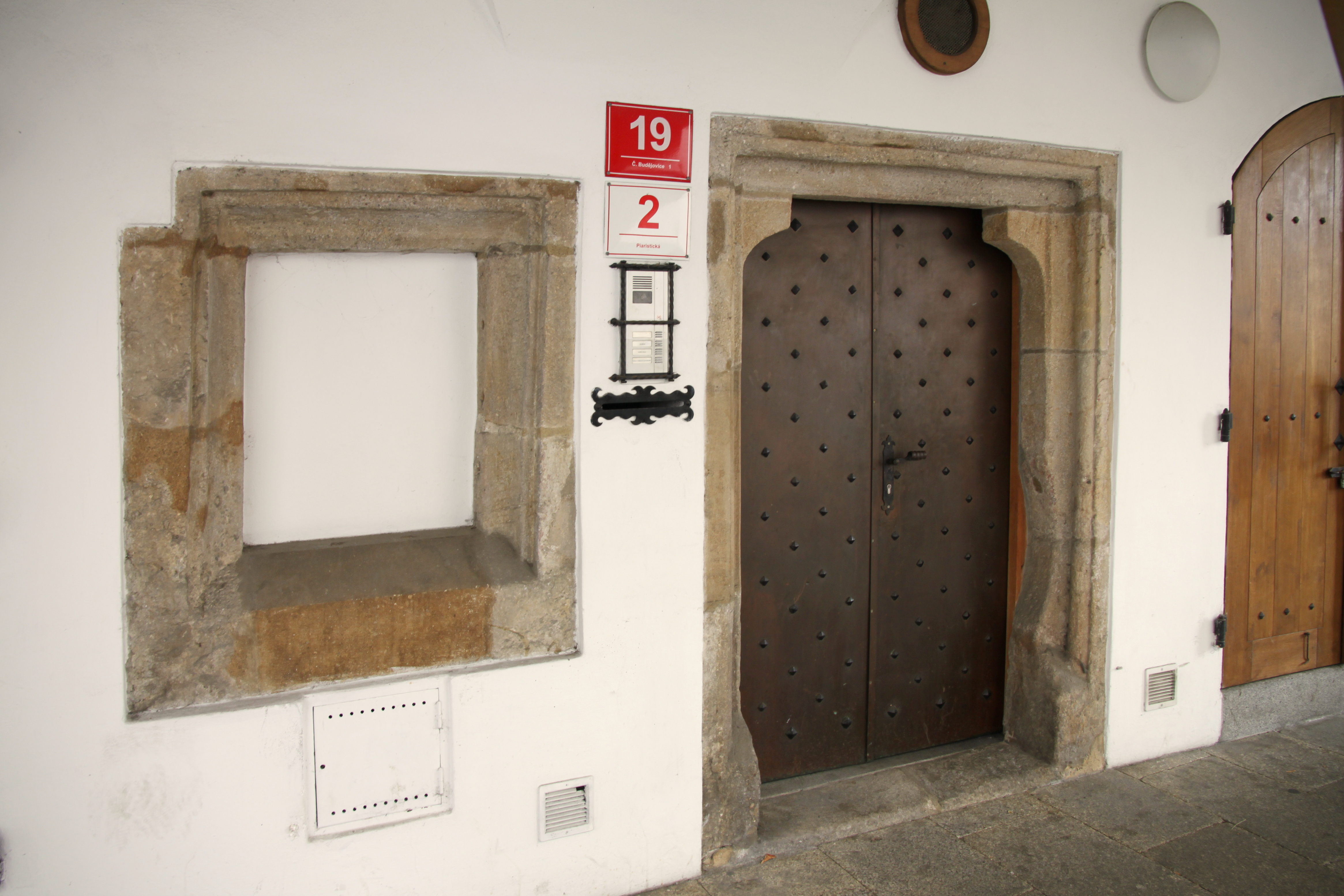
Vstupní dveře s gotickým portálem a zazděné okno